# Portaria
Portaria (în greacă Πορταριά) este un sat ce aparținea în trecut de Prefectura Magnesia, regiunea Tesalia, Grecia. De la reforma administrației locale din 2011 a fost asimilată prefecturii Volos. Unitatea municipală are o suprafață de 22.754 km². Este situată pe Muntele Pelion, la nord de Volos, cu vedere la Golful Pagasetic. Majoritatea clădirilor sunt tipice arhitecturii Pelion, cu ferestrele și ușile decorate într-o varietate de culori. 
În fiecare an, Portaria organizează o nuntă tradițională în piața principală a satului, iar mulți oameni din Volos și din satele înconjurătoare vin să vadă cum se desfășurau nunțile în trecut în aceste sate.

## Populație
| An   | Populația comunității | Populația unității municipale |
| ---- | --------------------- | ----------------------------- |
| 1981 | 769                   | -                             |
| 1991 | 1.093                 | 3.318                         |
| 2001 | 1.327                 | 3.201                         |
| 2011 | 566                   | 1.911                         |
| 2021 | 496                   | 1.849                         |

## Galerie imagini

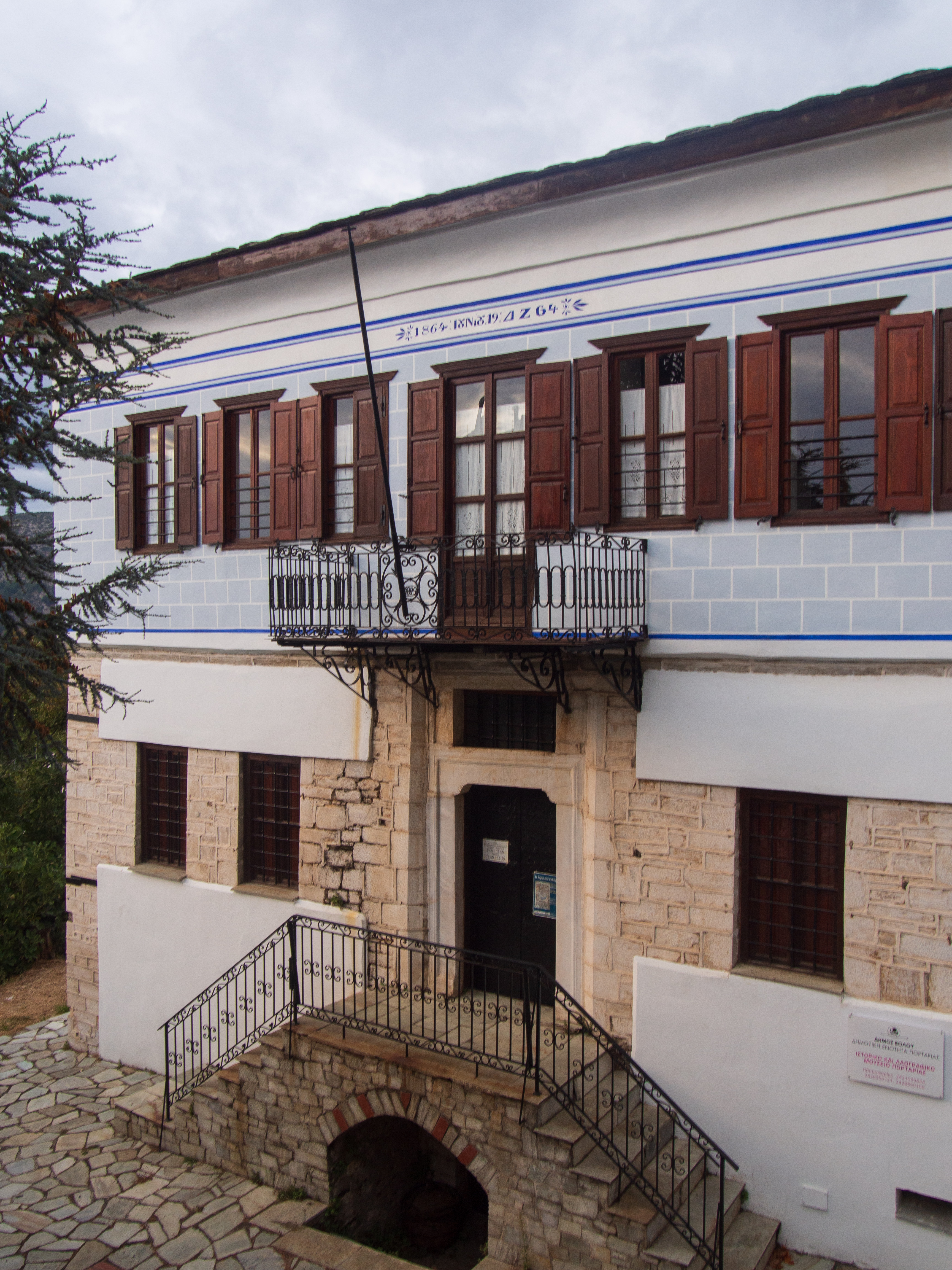
Conacul Zoulias, care găzduiește Muzeul de Istorie și Folclor
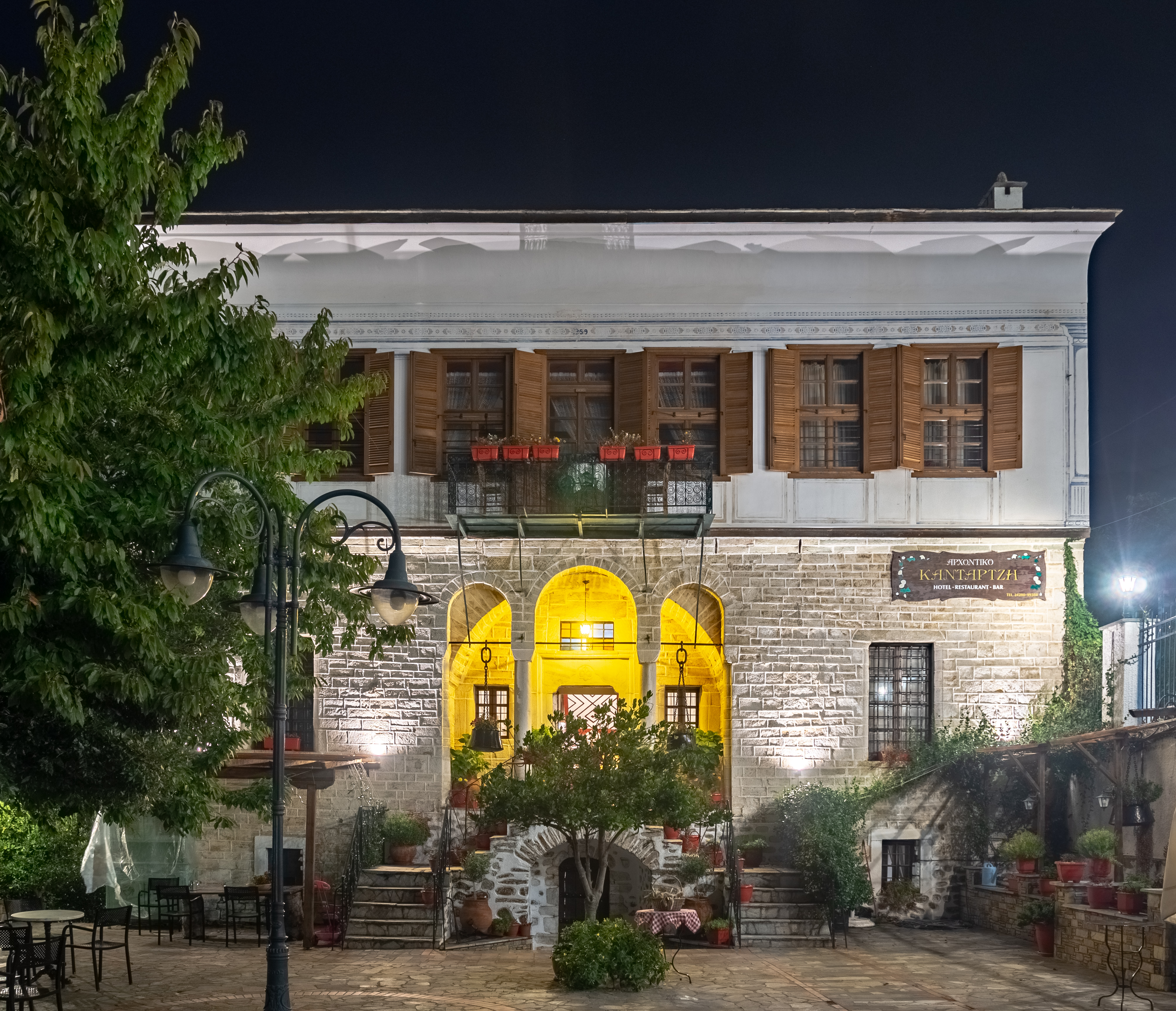
Conacul Kantartzis (1859), transformat în hotel
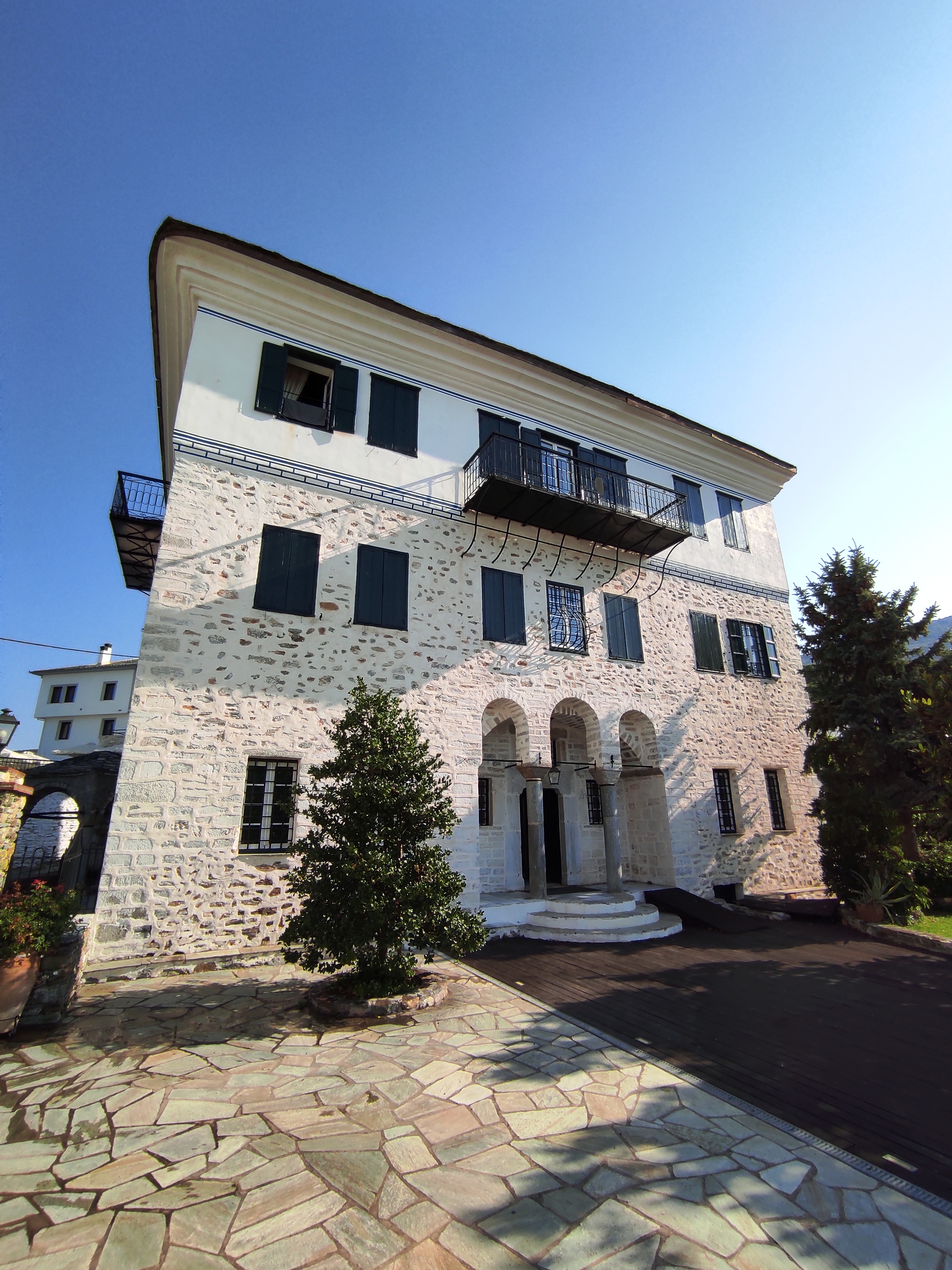
Conacul Tsopotou (astăzi Hotelul „Despotiko”), construit în anul 1857
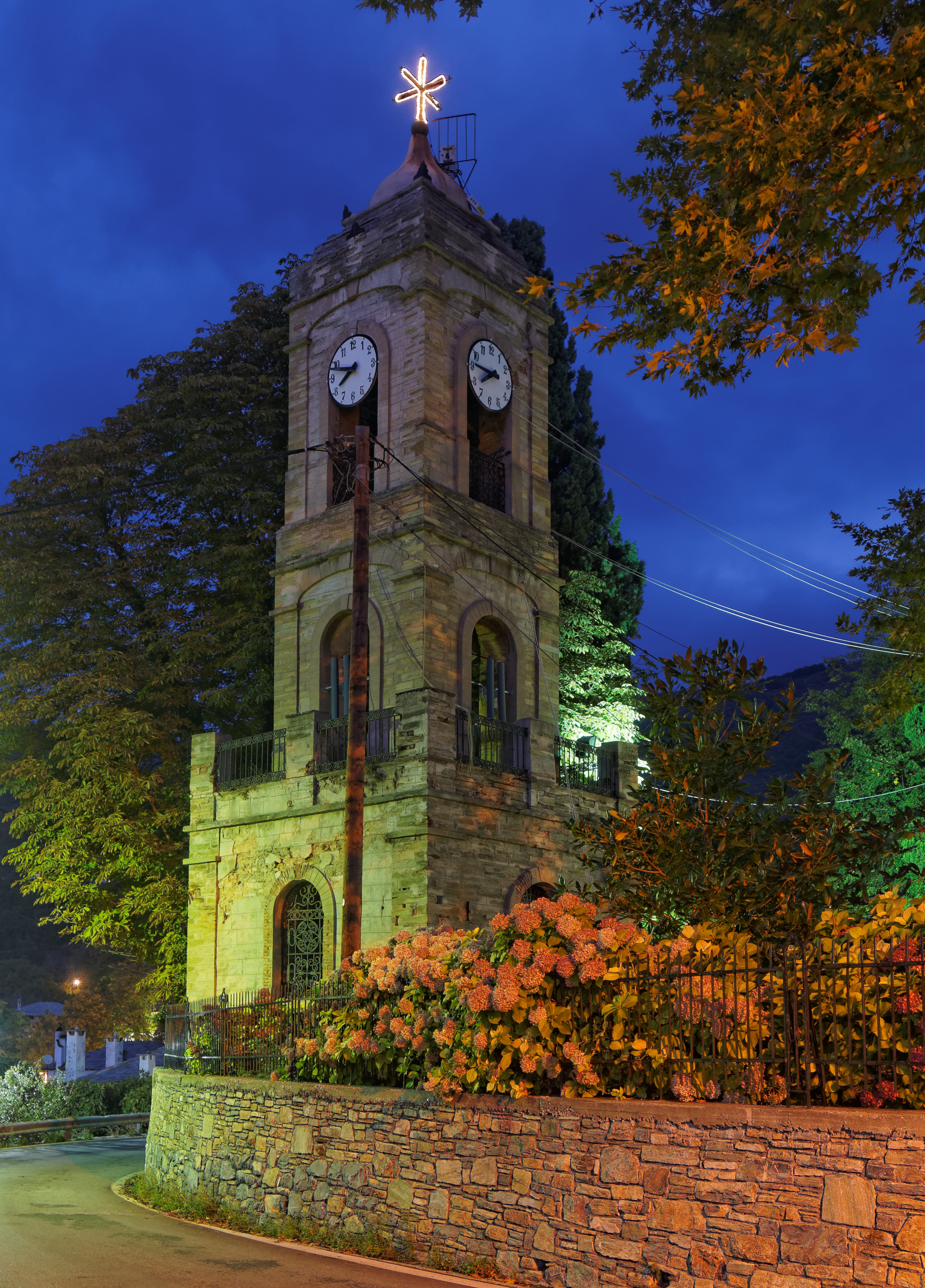
Turnul clopotniță al Bisericii „Sfântul Nicolae”
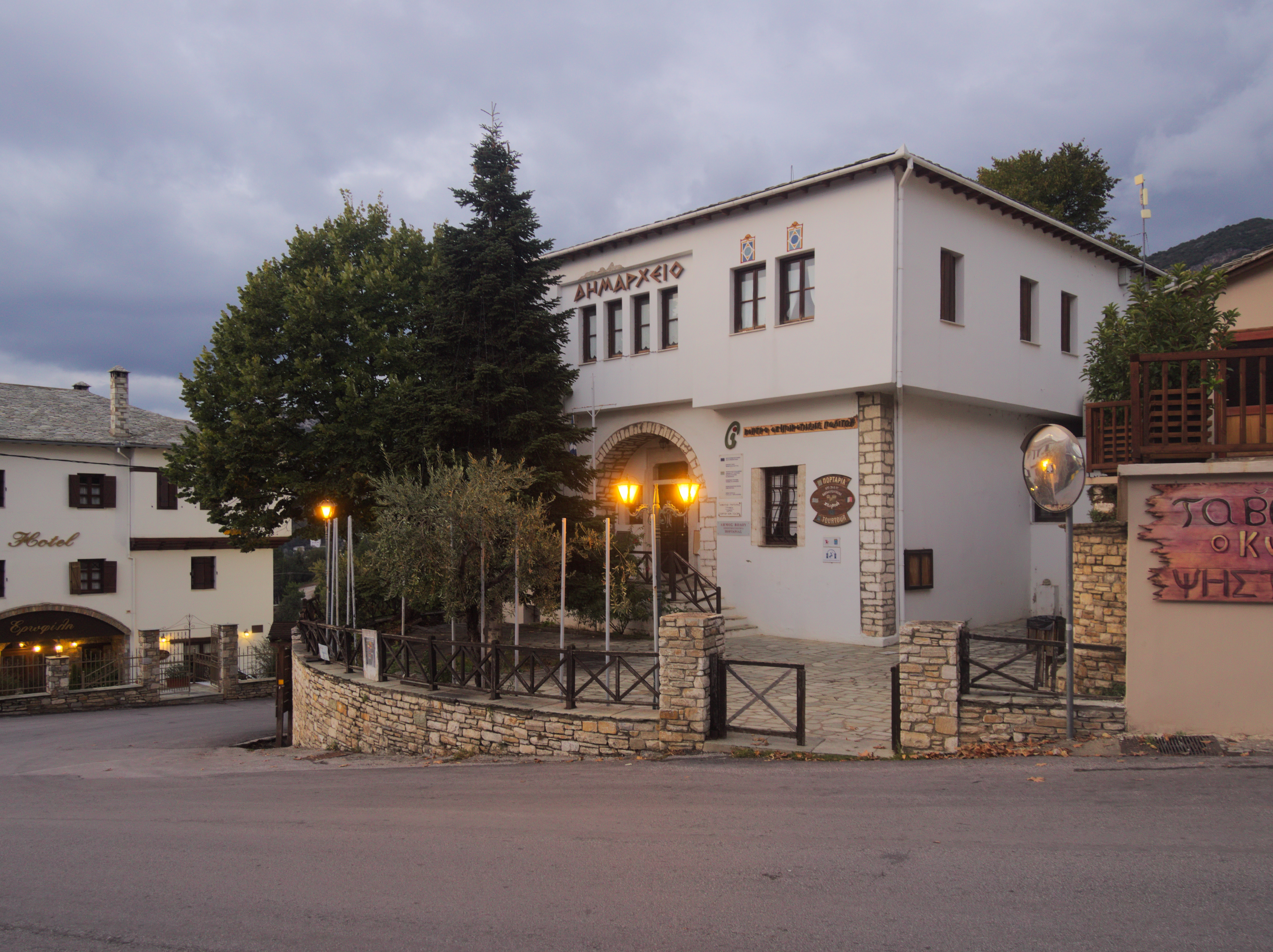
Fosta primărie
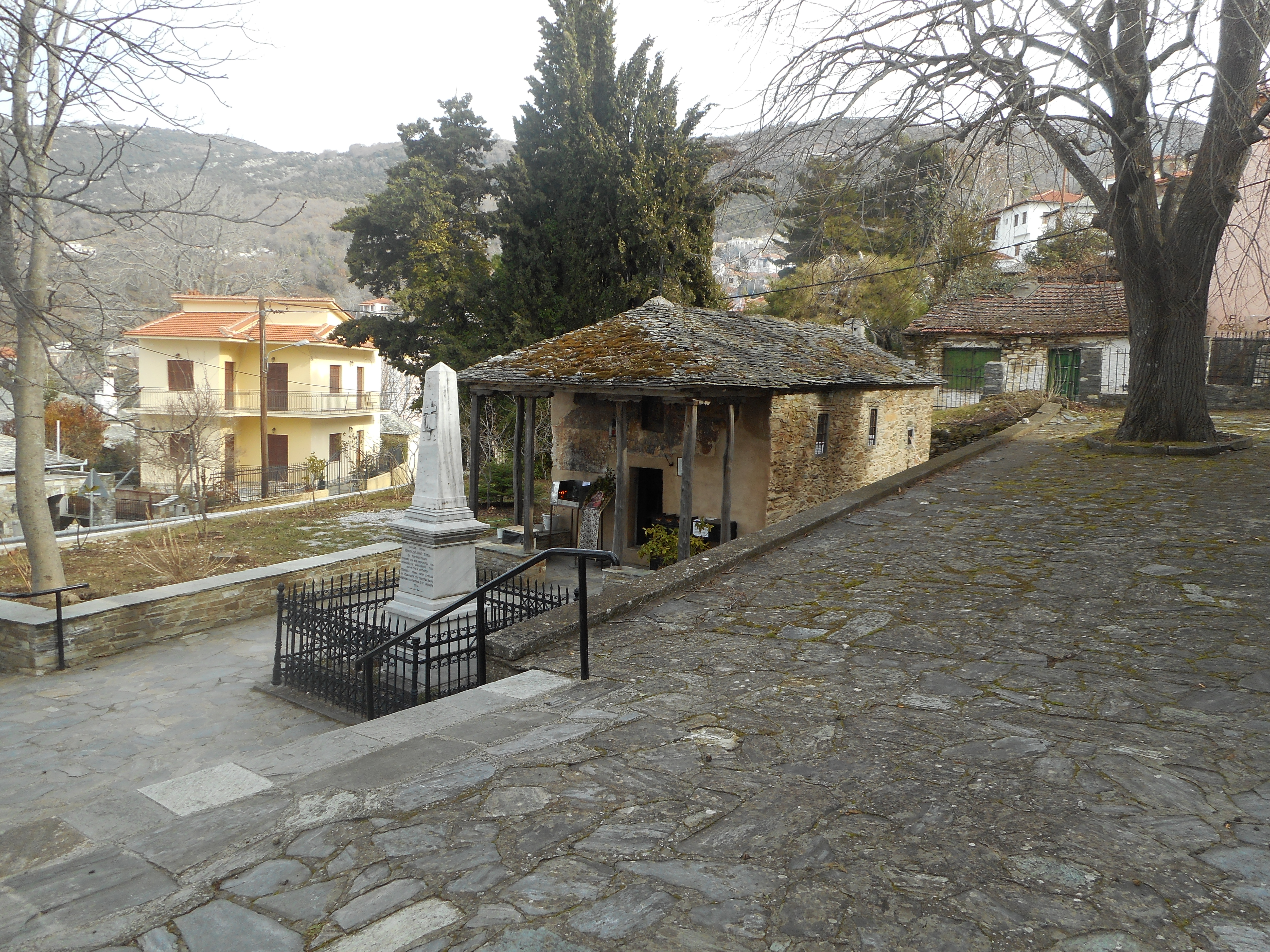
Biserica Maicii Domnului din Portaria
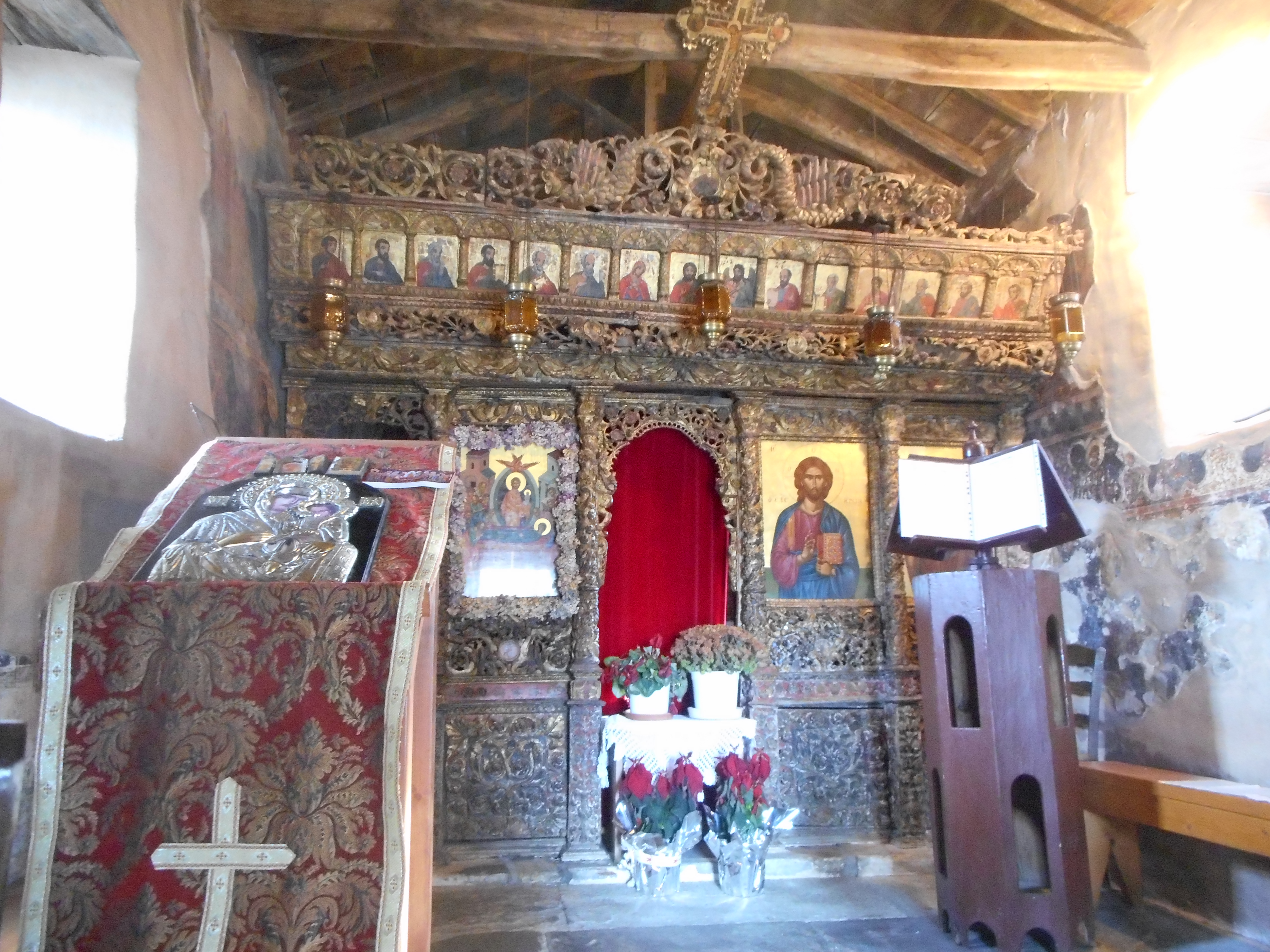
Biserica Maicii Domnului din Portaria – interior
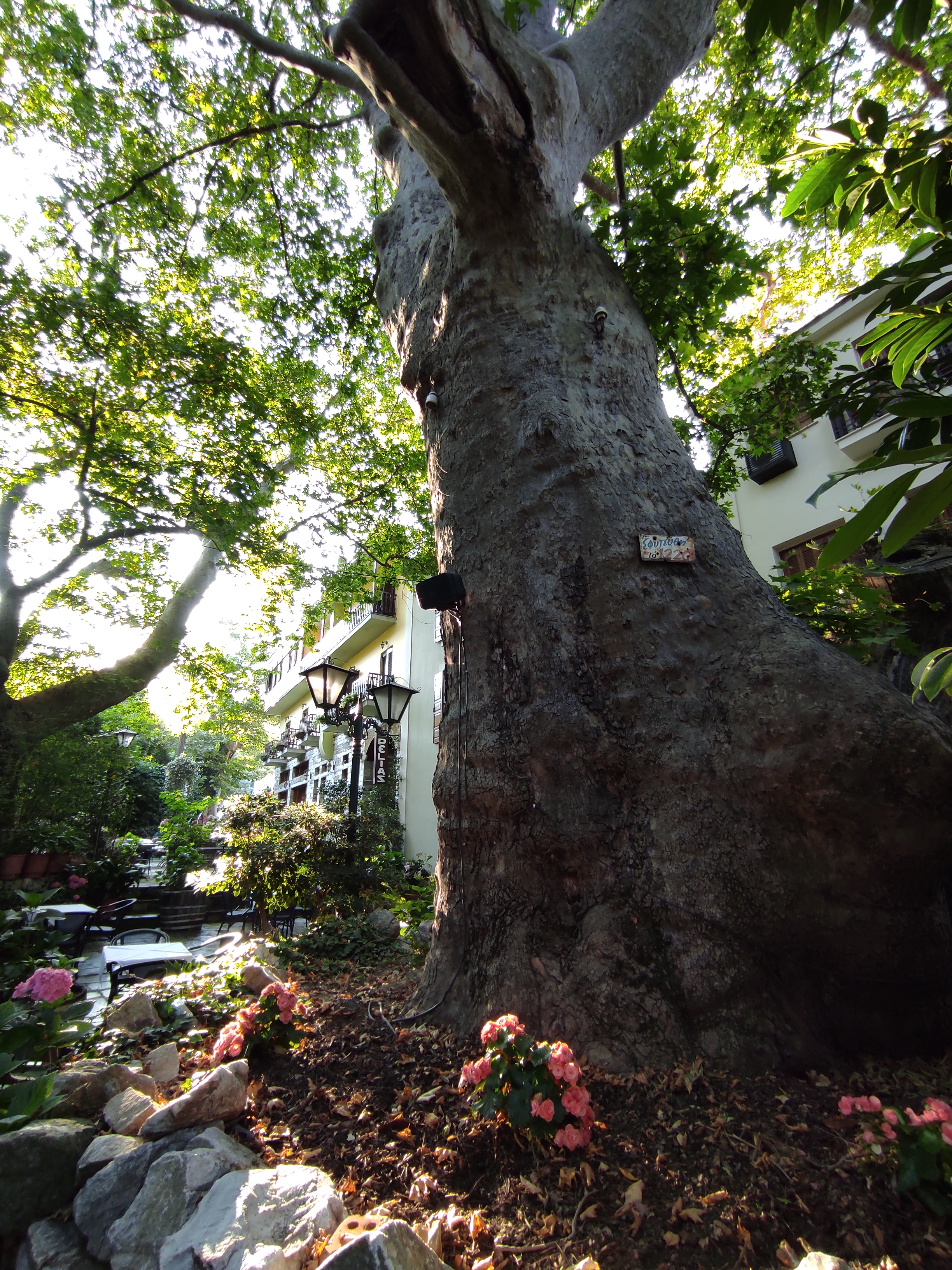
Platan din 1220, Piața Portaria